# Vestito acquamarina Edith Head di Grace Kelly
Il vestito acquamarina Edith Head di Grace Kelly è l'abito che l'attrice indossò in occasione della 27ª edizione della cerimonia di premiazione degli Oscar, durante la quale vinse l'oscar alla miglior attrice per la sua interpretazione in La ragazza di campagna. L'abito ha assunto lo status di icona della moda. L'abito è stato descritto da più fonti come uno dei migliori mai apparsi sul red carpet degli oscar.

## Storia
Edith Head è la costumista della Paramount Pictures, vincitrice di otto premi Oscar, che si occupò numerose volte di realizzare gli abiti per Grace Kelly. Le due donne furono unite da un lungo e proficuo sodalizio professionale. Per Grace Kelly, la stilista realizzò il lungo abito di seta color acquamarina, che l'attrice sfoggerà in occasione dei premi Oscar del 1955. Quando fu pronto l'abito era il più costoso mai realizzato: soltanto per la seta acquamarina di cui è composto furono spesi 4000 dollari.
In realtà, prima di essere presentato per la serata degli oscar, l'abito era stato già indossato da Grace Kelly in occasione della proiezione in anteprima di La finestra sul cortile. Jenny Lister, curatrice di una mostra sull'attrice ha notato come l'attrice tenesse molto ai propri abiti: "Lei parlava di come li trattasse come dei vecchi amici ed era quasi sentimentale nei loro confronti. Indossò lo stesso vestito per la première di La finestra sul cortile e per gli Oscar. Non le importava troppo - voleva sfruttare bene il valore delle cose".
Nel 2010 l'abito è stato esposto presso il Victoria & Albert Museum di Londra in occasione della mostra Grace Kelly: Style Icon, insieme ad altri circa cinquanta vestiti dell'attrice.

## Design
Il vestito disegnato da Edith Head per Grace Kelly era un sontuoso abito da sera in seta di color Acquamarina, lungo sino a terra e dritto, con bretelline sottili. L'abito è drappeggiato dalla vita in giù, formando un contrasto tra la parte superiore dell'abito molto liscia e quella inferiore molto asimmetrica. La gonna è fissata sulla parte posteriore da un laccetto, ed è dotata di un leggero strascico. Jenny Lister, curatrice di una mostra sull'attrice ha commentato l'abito dell'attrice dichiarando: "È davvero regale. Si distingue dagli altri abiti da oscar sul red carpet". Gli unici accessori che completavano la mise erano un paio di guanti bianchi, un paio di orecchini di perla e dei boccioli di rosa fra i capelli.

## Ricezione
Nel 1955 Grace Kelly, con indosso l'abito acquamarina di Edith Haad, fu oggetto di una celebre copertina di Life, in cui l'attrice fu fotografata da Philippe Halsman.
Nel 2007, in occasione del venticinquesimo anniversario della morte dell'attrice, Saks Fifth Avenue ha organizzato un'iniziativa legata alla Kelly: sei stilisti hanno realizzato sei abiti, ispirandosi ai più celebri look di Grace Kelly sfoggiati in occasioni ufficiali o in film. Tali abiti sono stati venduti all'asta con un prezzo di partenza di 2000 dollari, e l'incasso è stato devoluto in beneficenza per la fondazione Princess Grace. Al vestito acquamarina di Edith Head, si è ispirato lo stilista Zac Posen per realizzare un abito da sera della stessa foggia.
Nel 2010 la rivista People ha nominato l'abito come uno dei migliori mai apparsi sul red carpet degli oscar, e lo stesso ha fatto anche Vogue.